# انتخابات سراسری کاستاریکا (۲۰۲۲)
انتخابات سراسری کاستاریکا (انگلیسی: 2022 Costa Rican general election) در ۶ فوریه ۲۰۲۲ برای انتخاب رئیس‌جمهور، دو معاون رئیس‌جمهور و همه ۵۷ نماینده مجلس قانونگذاری برگزار گردید. از آنجایی که هیچ‌یک از نامزدهای ریاست جمهوری حداقل ۴۰ درصد آرا را به دست نیاوردند، قرار است دور دوم این انتخابات که در ۳ آوریل ۲۰۲۲ برای دو نامزدی که بیشترین آرا را به دست آورده‌اند، بین خوزه ماریا فیگورس و رودریگو چاوز روبلز برگزار گردید و نهایتاً رودریگو چاوز روبلس به پیروزی رسید و به عنوان پهل و نهمین رئیس‌جمهور این کشور انتخاب شد.

## نظام انتخاباتی
رئیس‌جمهور کاستاریکا با استفاده از نظام اصلاح شده دو مرحله‌ای انتخاب می‌شود که در آن نامزد بایستی حداقل ۴۰ درصد آرا را برای پیروزی در دور اول کسب کند. اگر هیچ نامزدی در دور اول برنده نشود، دور دوم بین دو نامزدی که بیشترین تعداد آرا را دارند برگزار می‌شود.
۵۷ عضو مجلس قانونگذاری با استفاده از لیست بسته و نمایندگی تناسبی انتخاب می‌شوند. این انتخابات از طریق رای‌گیری گسترده از هفت حوزه انتخابیه باقیمانده برگزار می‌شود. از ۵۷ کرسی بین چهار تا ۱۹ کرسی بر اساس هفت استان کشور انتخاب می‌شوند، فهرست‌های احزاب باید به تناوب بین نامزدهای مرد و زن جایگزین شود و احزاب نیز باید سه یا چهار فهرست از هفت فهرست منطقه‌ای خود را به رهبری یک نامزد زن اختصاص داده باشند.

## تاریخچه
در انتخابات قبلی، دور دوم انتخابات برگزار شد، زیرا هیچ‌یک از احزاب سیاسی ۴۰ درصد آرا را به دست نیاوردند. این تنها سومین بار در تاریخ بود که دور دوم برگزار می‌شد. دو نامزدی که بیشترین حمایت را داشتند عبارت بودند از معاون وقت، روزنامه‌نگار، واعظ، و خواننده موسیقی مسیحی، فابریسیو آلوارادو مونوز از حزب محافظه‌کار احیای ملی، و وزیر سابق کار، روزنامه‌نگار و نویسنده، کارلوس آلوارادو کوسادا از حزب حاکم کنش شهروندان. . این انتخابات با مسائل اجتماعی و مذهبی مشخص شد که شامل موضوعاتی مانند ازدواج همجنس‌گرایان، دولت سکولار و آموزش جنسی می‌شد. کارلوس آلوارادو در دور دوم با اختلاف زیادی برنده شد.
قانون اساسی کاستاریکا رئیس‌جمهور فعلی جمهوری را از خدمت در دوره‌های متوالی منع می‌کند، و باعث می‌شود رئیس‌جمهور فعلی، کارلوس آلوارادو، واجد شرایط نامزدی در سال ۲۰۲۲ نباشد. علاوه بر این، وزرای دولت و مدیران یا مدیران مؤسسات مستقل باید دوازده ماه قبل از تاریخ انتخابات استعفا دهند. اگر بخواهند برای ریاست جمهوری یا معاونت ریاست جمهوری نامزد شوند، انتخابات برگزار می‌شود.

## نامزدها

### نامزدهای ریاست جمهوری
دادگاه عالی انتخابات بیست و پنج حزب و نامزدهای معرفی شده آنها را برای ریاست جمهوری تأیید کرد، روند انتشار آرا در دسامبر ۲۰۲۱ با نامزدهای جدول زیر آغاز شد.
| حزب | حزب                                | ایدئولوژی             | فهرست نامزدها                    | فهرست نامزدها            | فهرست نامزدها                |
| حزب | حزب                                | ایدئولوژی             | رئیس‌جمهور                        | معاون اول رئیس‌جمهور      | معاون دوم رئیس‌جمهور          |
| --- | ---------------------------------- | --------------------- | -------------------------------- | ------------------------ | ---------------------------- |
|     | فقط کاستاریکا                      | دموکرات مسیحی         | رولاندو آرایا مونگه              | اورلاندو گوئررو بارگاس   | آنا لوپیتا مورا چینچیلا      |
|     | دسترسی بدون استثنا                 | محافظه کاری اجتماعی   | اسکار لوپز آریاس (سیاستمدار)     | ایزابل رامیرز کاسترو     | ویکتور لوپز جیمنز            |
|     | جبهه وسیع (کاستاریکا)              | سوسیال دموکراسی       | خوزه ماریا ویلالتا فلورز-استرادا | پاتریشیا مورا کاستلانوس  | جراردو هرناندز نارانجو       |
|     | حزب اقدام شهروندان (کاستاریکا)     | سوسیال دموکراسی       | ولمر راموس گونزالس               | امیلیا مولینا کروز       | سباستین اوربینا کاناس        |
|     | اتحاد دموکرات مسیحی (کاستاریکا)    | محافظه کاری           | کریستین ریورا پانیاگوا           | جسی موریلو مویا          | دیوید آلفارو ماتا            |
|     | اتحادیه دموکراتیک کاستاریکا        | مرکز گرایی            | ماریسلا مورالس مورا              | براونیو روزالس اورنیا    | آنایس سکویرا-وگا             |
|     | جنبش سوسیال دموکرات کاستاریکا      | سوسیال دموکراسی       | رولان خیمنز چاواریا              | کارمن پرز رامیرز         | ادگار رودریگز رامیرز         |
|     | حزب عدالت اجتماعی کاستاریکا        | سوسیال دموکراسی       | کارمن کوسادا سانتاماریا          | والتر کوسادا فرناندز     | ماریبل والهوس والهوس         |
|     | حزب مترقی لیبرال (کاستاریکا، ۲۰۱۶) | آزادیخواه             | لیسر فانزایگ مینتز               | خوزه میگل آگیلار بروکال  | روسیو بریسنو لوپز            |
|     | حزب اتحادیه لیبرال                 | دیرین‌ولیبرتارینیسم    | فدریکو مالاواسی کالوو            | لوئیس گیرمو لپیز سولانو  | کوهیمبرا سانز کارازو         |
|     | حزب جنبش آزادیخواه                 | محافظه کاری آزادیخواه | لوئیس آلبرتو کوردرو آریاس        | روسیو سولیس گامبوآ       | روینر مورا رویز              |
|     | حزب رویارویی ملی                   | پوپولیسم ارضی         | اسکار کامپوس چاواریا             | ورونیکا اسکویول کامپوس   | خوان لوئیس سانتس رویز        |
|     | حزب نیروی ملی                      | پوپولیسم              | گریوین مویا کارپیو               | ناتالیا مورا اسکالانته   | آلبرتو رودریگز بالدی         |
|     | حزب ادغام ملی                      | محافظه کاری اجتماعی   | والتر مونوز سسپید                | ایلیانا بارگاس گونزالس   | لوئیس فرناندو آستورگا گاتجنز |
|     | حزب آزادیبخش ملی                   | سوسیال دموکراسی       | خوزه ماریا فیگورس                | آلوارو رامیرز بوگانتس    | لورا آرگوداس مجیا            |
|     | حزب احیای ملی                      | محافظه کاری           | ادواردو کرویکشنک اسمیت           | زیومارا رودریگز هرناندز  | لتیسیا آرگوداس سولیس         |
|     | حزب نسل جدید                       | محافظه کاری           | سرجیو منا دیاز                   | شرلی دیاز مجیاس          | ادگار ایوانز مزا             |
|     | حزب جمهوری جدید                    | محافظه کاری           | فابریسیو آلوارادو مونوز          | فرانسیسکو پرنداس رودریگز | الکساندرا لوریا راش          |
|     | حزب مردم ما                        | چپ مسیحی              | رودولفو پیزا روکافورت            | رومن ناوارو فالاس        | ونسا کالوو گونزالس           |
|     | حزب جمهوری‌خواه سوسیال مسیحی        | دموکراسی مسیحی        | رودولفو هرناندز گومز             | لورنا سولانو ویلاورده    | جووانی رودریگز سولیس         |
|     | حزب اتحاد مسیحی اجتماعی            | دموکراسی مسیحی        | لینت سابوریو چاوری               | فرانکو پاچکو آرس         | گابریلا د سان رومان آگیلار   |
|     | حزب سوسیال دموکرات پیشرفت          | سوسیال دموکراسی       | رودریگو چاوز روبلز               | استفان برونر نیبیگ       | مری مونیو آنگرمولر           |
|     | مردم متحد                          | کمونیسم               | مارتین چینچیلا کاسترو            | آندریا کوردرو بارگاس     | مارکو کاستیو روخاس           |
|     | متحد ما می‌توانیم                   | لیبرالیسم کلاسیک      | ناتالیا دیاز                     | ایلیانا گونزالس کوردرو   | خوزه آلبرتو گریلو روزانیا    |
|     | حزب کارگران                        | تروتسکیسم             | جان وگا ماسیس                    | جسیکا بارکورو بارانتس    | گریویس گونزالس لوپز          |